# Brachyotum huancavelicae
Brachyotum huancavelicae är en tvåhjärtbladig växtart som beskrevs av Frank Almeda. Brachyotum huancavelicae ingår i släktet Brachyotum och familjen Melastomataceae. Inga underarter finns listade i Catalogue of Life.